# Katie Grimes

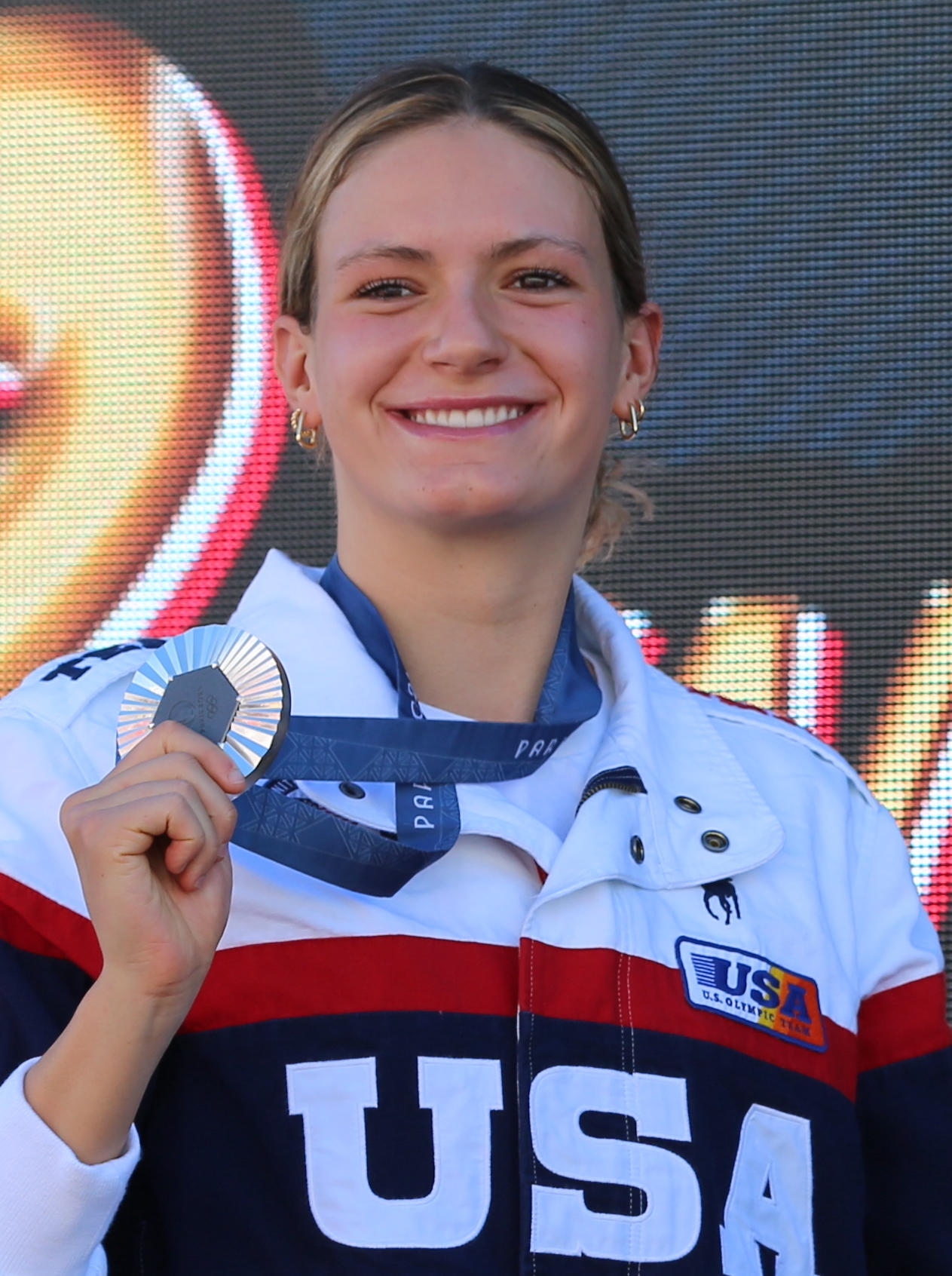
Katie Grimes (2024)

Katie Grimes (* 8. Januar 2006 in Las Vegas) ist eine Schwimmerin aus den Vereinigten Staaten. Sie gewann eine Silbermedaille bei Olympischen Spielen. Außerdem erschwamm sie bis 2024 bei Weltmeisterschaften auf der 50-Meter-Bahn drei Silbermedaillen sowie im Freiwasser eine Bronzemedaille.

## Sportliche Karriere
Katie Grimes von den Sandpipers of Nevada nahm 2021 an den US-Olympiaausscheidungen teil und belegte den zweiten Platz über 800 Meter Freistil und den dritten Platz über 1500 Meter Freistil. Bei den Olympischen Spielen in Tokio traten über 800 Meter Freistil 30 Schwimmerinnen zu den Vorläufen an. Vorlaufschnellste waren mit Katie Ledecky und Katie Grimes die beiden Schwimmerinnen aus den Vereinigten Staaten. Im Finale siegte Ledecky vor der Australierin Ariarne Titmus, nur diese beiden konnten sich gegenüber dem Vorlauf steigern. Bronze gewann die Italienerin Simona Quadarella mit einer Sekunde vor Katie Grimes, die zweieinhalb Sekunden langsamer als im Vorlauf war.

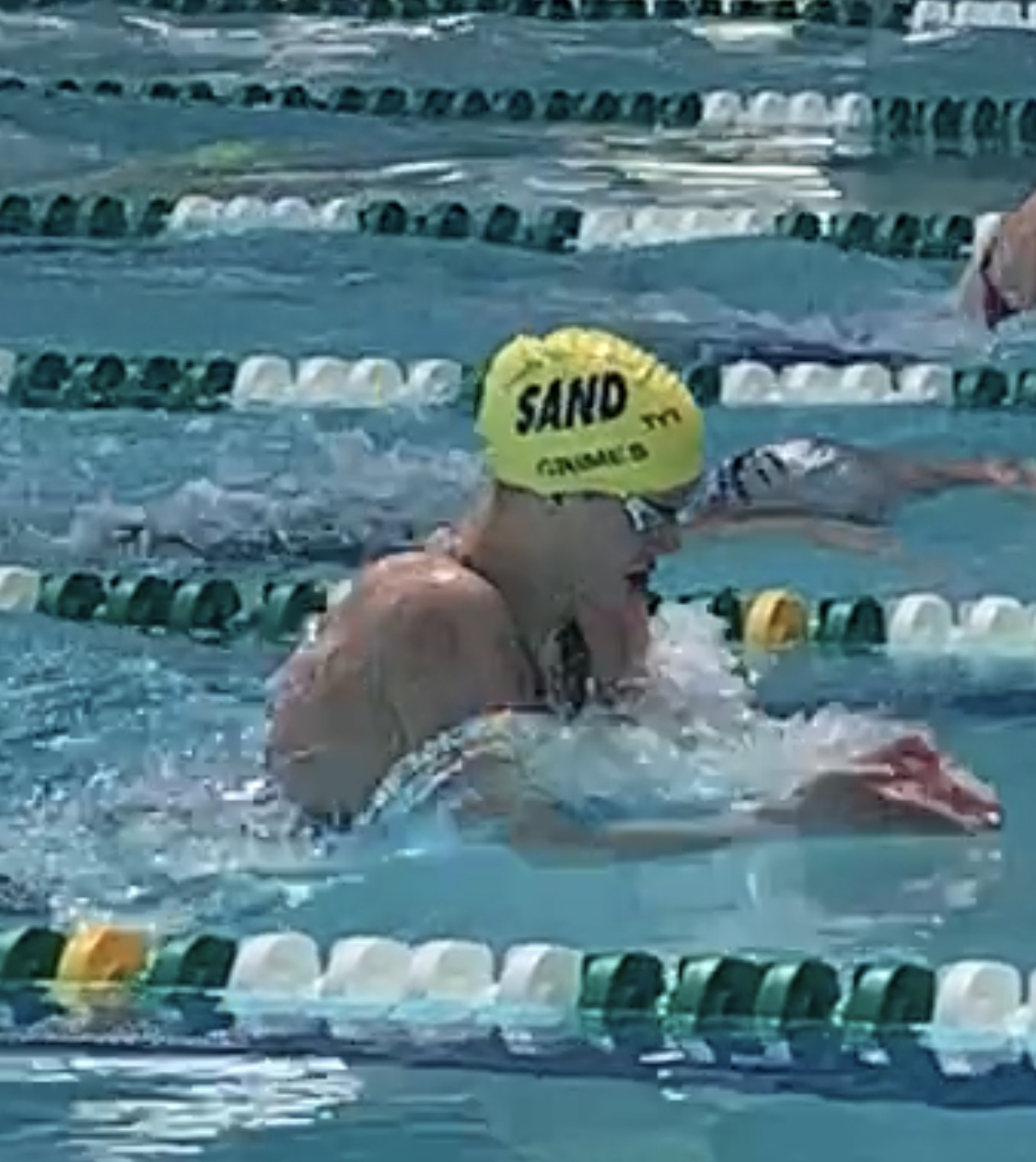
Katie Grimes (2022)

2022 bei den Weltmeisterschaften in Budapest gewann Grimes über 1500 Meter Freistil die Silbermedaille hinter Katie Ledecky mit vier Sekunden Vorsprung vor der drittplatzierten Australierin Lani Pallister. Über 400 Meter Lagen siegte die Kanadierin Summer McIntosh mit 0,63 Sekunden vor Katie Grimes, die ihrerseits das Ziel über drei Sekunden vor ihrer Landsfrau Emma Weyant erreichte. Grimes trat in Budapest auch zum 10-Kilometer-Freiwasserwettbewerb an und belegte den fünften Platz mit sechseinhalb Sekunden Rückstand auf die Drittplatzierte.
Ein Jahr später bei den Weltmeisterschaften 2023 in Fukuoka wurden zunächst die Freiwasserwettbewerbe ausgetragen. Über 10 Kilometer siegte die Deutsche Leonie Beck vor der Australierin Chelsea Gubecka, dahinter schlug Grimes eine Zehntelsekunde vor der Niederländerin Sharon van Rouwendaal an und gewann die Bronzemedaille. Im Becken belegte Grimes den achten Platz über 1500 Meter Freistil. Über 400 Meter Lagen siegte wie im Vorjahr Summer McIntosh. Vier Sekunden nach ihr schlug Grimes als Zweite an und erhielt Silber vor der Australierin Jenna Forrester.
2024 bei den Weltmeisterschaften in Doha trat Grimes nur im Freiwasser an. Nach einem 15. Platz über zehn Kilometer wurde sie Vierte über fünf Kilometer. Mit der 4-mal-1,5-Kilometer-Mixed-Freiwasserstaffel belegte Grimes den fünften Rang. Bei den US-Olympiaausscheidungen im Becken siegte Grimes über 400 Meter Lagen und wurde Zweite über 1500 Meter Freistil. Über 200 und 400 Meter Freistil sowie über 200 Meter Rücken konnte sie sich nicht für einen Einzelstart qualifizieren. Bei den Olympischen Spielen in Paris fand zunächst der Wettbewerb über 400 Meter Lagen statt. Summer McIntosh siegte mit über fünf Sekunden Vorsprung vor Katie Grimes, die ihrerseits anderthalb Sekunden vor Emma Weyant anschlug. Über 1500 Meter Freistil verpasste Grimes als Zehnte der Vorläufe den Endlauf um dreieinhalb Sekunden. Grimes trat auch über 10 Kilometer Freiwasser an und erreichte hier als 15. das Ziel.